# 大薄竹
大薄竹（学名：Bambusa pallida）为禾本科簕竹属下的一个种。其种加词“pallida ”意为“淡色的”。